# 1221 Avenue of the Americas
1221 Avenue of the Americas es un rascacielos construido en el año 1969, ubicado en 1221 Sexta Avenida, en Manhattan, Nueva York, y es uno de los varios edificios que fueron parte de la expansión del complejo Rockefeller Center en la década de 1960. Tiene 206 m de alto y 51 plantas. El edificio es la antigua sede de McGraw-Hill, del cual se deriva su nombre anterior. Otros inquilinos incluyen Sirius XM Radio, cuya sede e instalación de radiodifusión se encuentran en el edificio.
La expansión consistía en tres edificios conocidos colectivamente como "XYZ Buildings, cada uno con una planta similar, de diferentes alturas y diseñado por Wallace Harrison.
El patio de este edificio contiene un gran triángulo de metal diseñado por Athelstan Spilhaus y fabricado por Tyler Elevator Products, dispuesto para que el sol se alinee con sus lados en los solsticios y equinoccios. Cuando se construyó, en la esquina suroeste se instalaron varios modelos a escala de los planetas en el Sistema Solar. Un mosaico del mapa de la Tierra sobrevive en la esquina noroeste.

## Incidente del ascensor de 1999
Después de entrar en un elevador expreso aproximadamente a las 11:00 p. m. (EDT) en 15 de octubre de 1999, Nicolás White, un empleado del edificio, quedó atrapado después de un breve hueco de tensión causara que el ascensor se detuviera entre las plantas 13 y 14. A pesar de que dio la alarma, y que contaba con servicio de videovigilancia en el interior de la cabina del ascensor, White no fue rescatado hasta aproximadamente las 4:00 p. m. el 17 de octubre, cerca de 41 horas más tarde, después de que los guardias de seguridad lo vieran en las cámaras de vigilancia.

## En la cultura popular
Los edificios que aparecen en los créditos de apertura de lSaturday Night Live, visto desde abajo mirando hacia arriba en la calle desde un coche. Fue utilizado para el exterior y el vestíbulo de la sede de Elias Clarke en 2006 la película The Devil Wears Prada y para rodajes de interior en la serie de televisión Suits. Es también la sede de Sirius XM Radio, y muchos programas de radio de la emisión de la construcción, incluida The Howard Stern Show.